# ۱۷۵ (قمری)
۱۷۵ (قمری)، صد و هفتاد و پنجمین سال در گاهشماری هجری قمری است. اول محرم این سال برابر با چهاردهم مه سال ۷۹۱ میلادی است.